# Fawfieldhead
Fawfieldhead es una parroquia civil del distrito de Staffordshire Moorlands, en el condado de Staffordshire (Inglaterra).

## Geografía
Según la Oficina Nacional de Estadística británica, Fawfieldhead tiene una superficie de 18,69 km².

## Demografía
Según el censo de 2001, Fawfieldhead tenía 269 habitantes (52,42% varones, 47,58% mujeres) y una densidad de población de 14,39 hab/km². El 13,01% eran menores de 16 años, el 78,81% tenían entre 16 y 74, y el 8,18% eran mayores de 74. La media de edad era de 43,28 años. Del total de habitantes con 16 o más años, el 24,79% estaban solteros, el 59,83% casados, y el 15,38% divorciados o viudos.
El 97,04% de los habitantes eran originarios del Reino Unido. El resto de países europeos englobaban al 1,11% de la población, mientras que el 1,85% había nacido en cualquier otro lugar. Según su grupo étnico, el 98,89% eran blancos y el 1,11% asiáticos. El cristianismo era profesado por el 80,44% y cualquier otra religión, salvo el budismo, el hinduismo, el judaísmo, el islam y el sijismo, por el 1,11%. El 10,7% no eran religiosos y el 7,75% no marcaron ninguna opción en el censo.
Había 106 hogares con residentes y 3 vacíos.